# Морген, Курт
Курт фон Морген (нем. Kurt von Morgen; 1 ноября 1858, Нейссе — 15 февраля 1928, Любек) — немецкий офицер, путешественник по Африке.

## Биография
В 1889 году прибыл в Камерун, чтобы примкнуть к экспедиции капитана Кунда, но вследствие болезни последнего сам стал во главе её. 5 ноября он выступил из станции Криби на Батангском берегу, дошёл через Саннагу до Нгилды, откуда, постоянно сражаясь с туземцами, проследил течение Саннаги до берега. Вторая большая экспедиция Моргена направлена была к Адамоуе. 28 января 1891 года он у Шебу дошёл до Бенуэ и по водному пути Иби вернулся к берегу. Вернувшись в Европу, он издал «Durch Kamerun von Süd nach Nord» (Лпц., 1892). В 1894 году ему поручена была вербовка суданцев для области Камеруна.